# Gmina Vareš
Gmina Vareš (boś. Općina Vareš) – gmina w Bośni i Hercegowinie, w kantonie zenicko-dobojskim. W 2013 roku liczyła 8892 mieszkańców.